# Pauline Baynes

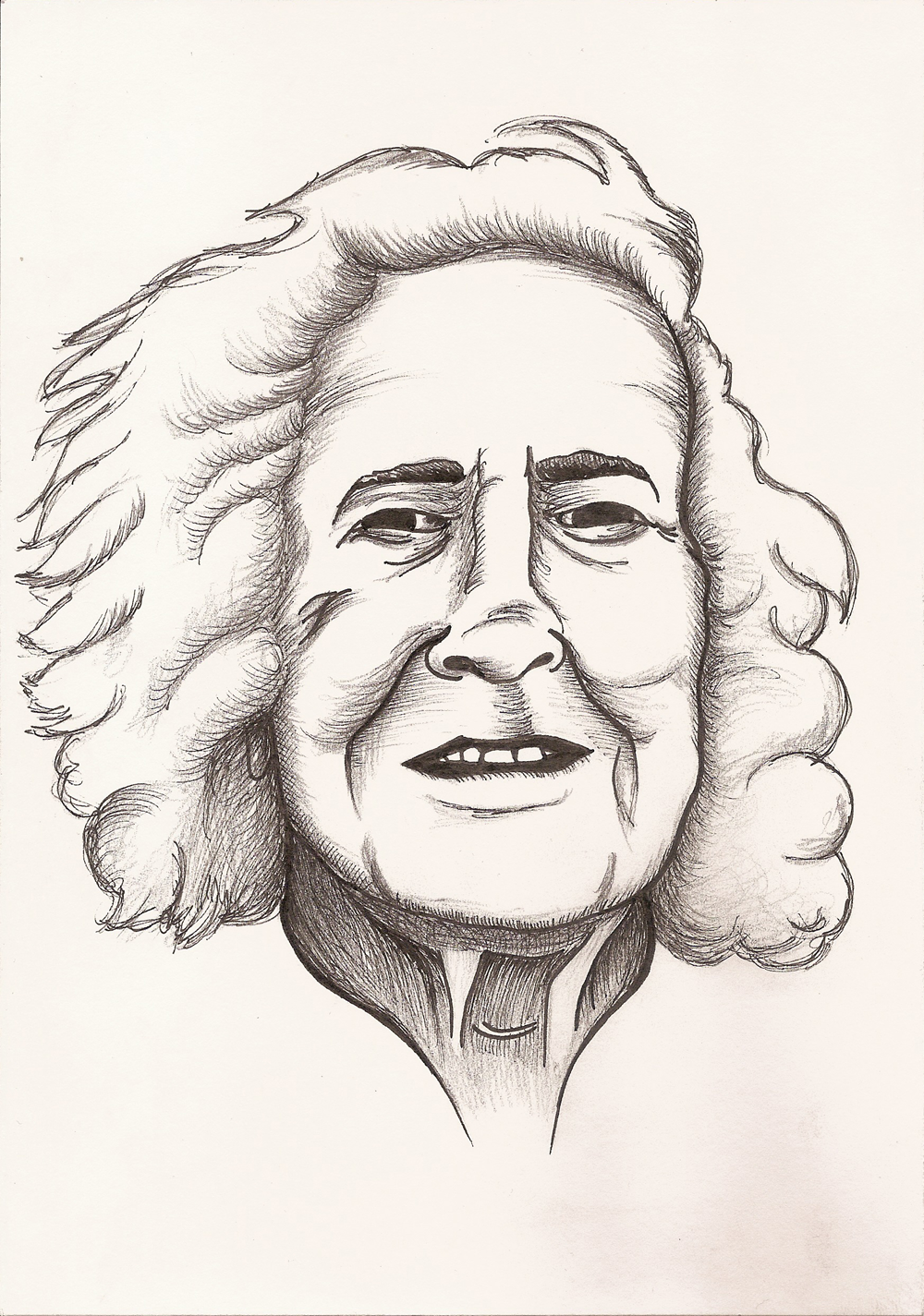
Pauline Baynes

Pauline Diana Baynes (* 9. September 1922 in Brighton; † 1. August 2008 in Surrey) war eine britische Illustratorin und Autorin.

## Biografie
Pauline Baynes, Tochter von Frederick William Wilberforce Baynes und Jessie Harriet Maude Baynes, geborene Cunningham, verbrachte die ersten fünf Lebensjahre in Indien, wo ihr Vater arbeitete. Zurück in England besuchte sie zunächst die Beaufort School in Camberley. 1937 folgte sie ihrer älteren Schwester Angela auf die Farnham School of Art, zwei Jahre später ging sie  zur Slade School of Fine Art in London.
Während des Zweiten Weltkrieges arbeitete Baynes für das Verteidigungsministerium, unter anderem als Kartenzeichnerin. In dieser Zeit entstanden auch ihre ersten Illustrationen, die in den Perry Colour Books veröffentlicht wurden. Nach dem Krieg unterrichtete sie zwei Jahre lang Kunst an der Beaufort School. Gleichzeitig begann ihre Karriere als Illustratorin.
Am 25. März 1961 heiratete Pauline Baynes den Deutschen Fritz Otto Gasch, der als Kriegsgefangener nach England gekommen war.
Baynes langjährige Zusammenarbeit mit J. R. R. Tolkien und C.S. Lewis begann, als Tolkien mit den von Allen & Unwin vorgeschlagenen Illustrationen für Bauer Giles von Ham von Milein Cosman sehr unzufrieden war. Der Verlag bat daraufhin Baynes darum, Zeichnungen für das Buch zu liefern; diese gefielen dann Tolkien sehr. Kurze Zeit später engagierte C.S. Lewis sie für Der König von Narnia und in der Folge für die gesamte Reihe Die Chroniken von Narnia. Später illustrierte Baynes auch Tolkiens Die Abenteuer des Tom Bombadil und Der Schmied von Großholzingen. Sie illustrierte mehr als 100 Bücher.
1968 wurde Pauline Baynes mit der Kate Greenaway Medal ausgezeichnet für ihre Zeichnungen in Grant Udens Dictionary of Chivalry.

## Werke (Auswahl)

### Texte und Illustrationen
- Victoria and the Golden Bird, 1948
- The Song of the Three Holy Children, 1986
- How Dog Began, 1986
- Good King Wenceslaus, 1987
- Noah and the Ark, 1988
- Thanks Be to God: Prayers from Around the World (Hrsg.), 1990
- In the Beginning, 1991

### Illustrationen
J.R.R. Tolkien
- Bauer Giles von Ham (Farmer Giles of Ham), 1949
- Die Abenteuer des Tom Bombadil (The Adventures of Tom Bombadil), 1962
- Der Schmied von Großholzingen (Smith of Wootton Major), 1967
- Bilbos Abschiedslied (Bilbo's Last Song), 1974

C.S. Lewis
- Der König von Narnia (The Lion, the Witch and the Wardrobe), 1950
- Prinz Kaspian von Narnia (Prince Caspian), 1951
- Die Reise auf der Morgenröte (The Voyage of the Dawn Treader), 1952
- Der silberne Sessel (The Silver Chair), 1953
- Der Ritt nach Narnia (The Horse and His Boy), 1954
- Das Wunder von Narnia (The Magician's Nephew), 1956
- Der letzte Kampf (The Last Battle), 1956

Victoria Stevenson
- Clover Magic, 1944
- The Magic Footstool, 1946
- The Magic Broom, 1950

Amabel Williams-Ellis
- The Arabian Nights, 1957
- Fairy Tales from the British Isles, 1960

Hans Christian Andersen
- Andersens Fairy Tales, 1963

Grant Uden
- Dictionary of Chivalry, 1968

Richard Barber
- Companion to World Mythology, 1979

Beatrix Potter
- County Tales, 1987

Jenny Koralek
- The Cobweb Curtain, 1989
- The Coat of Many Colors, 2005